# 三隅町 (山口県)
三隅町（みすみちょう）は、山口県の北部、旧大津郡（旧長門国）にあった町である。
2005年3月22日に大津郡の他の2町と共に長門市と合併し、長門市となった。

## 地理

### 隣接していた自治体
- 長門市
- 萩市
- 美祢郡美東町、秋芳町

## 歴史
- 1889年（明治22年）4月1日 - 町村制の施行により、三隅上村・三隅中村・三隅下村の区域をもって三隅村が発足。
- 1942年（昭和17年）11月3日 - 三隅村が町制施行して三隅町となる。
- 2005年（平成17年）3月22日 - 長門市・日置町・油谷町と合併し、改めて長門市が発足。同日三隅町廃止。

## 産業
農業（稲作・養豚など）と林業、漁業などの第一次産業が主軸。

### 漁業
- 野波瀬漁港
- 小島漁港

## 交通

### 鉄道
- 西日本旅客鉄道
  - 山陰本線
    - 長門三隅駅

### 道路
- 自動車専用道路
  - 萩・三隅道路
- 一般国道
  - 国道191号
- 主要地方道・一般県道
  - 山口県道28号小郡三隅線
  - 山口県道36号秋芳三隅線
  - 山口県道64号萩三隅線
  - 山口県道268号豊田三隅線
  - 山口県道285号野波瀬港線
  - 山口県道287号長門三隅線
  - 山口県道308号明木美東線